# Dagny Gioulami
Dagny Gioulami (* 1970 in Bern, Schweiz) ist eine schweizerisch-griechische Schauspielerin, Schriftstellerin und Librettistin.

## Leben
Die Tochter eines Schweizers und einer Griechin wuchs in Bern auf. Sie studierte von 1990 bis 1991 Neugriechisch an der Aristoteles-Universität Thessaloniki und von 1991 bis 1994 Schauspiel an der Schauspielakademie Zürich. 2010 bis 2013 absolvierte sie ein Masterstudium in Contemporary Arts Practice am Literaturinstitut Biel und an der Hochschule der Künste Bern.
Dagny Gioulami war an verschiedenen deutschsprachigen Stadttheatern als Schauspielerin engagiert, unter anderem am Schauspielhaus Zürich, am Theater Basel und am Stadttheater Bern, und spielt in freien Produktionen sowie in Kinofilmen mit.
Seit Ende der 1990er-Jahre schreibt Dagny Gioulami Theaterstücke und Libretti. In Zusammenarbeit mit dem Komponisten Edward Rushton entstand die Oper Birds. Barks. Bones, die 2005 mit dem British Composer Award ausgezeichnet wurde. Für ihren ersten Roman Alle Geschichten, die ich kenne, erschienen 2015, erhielt sie den Literaturpreis des Kantons Bern.
Dagny Gioulami lebt in Zürich.

## Werke (Auswahl)

### Romane
- Alle Geschichten, die ich kenne. Roman, weissbooks.w, Frankfurt am Main 2015, ISBN 978-3-86337-073-2. Rezension in der Neuen Zürcher Zeitung.[9]

### Erzählungen
- Die Abenteuer der Jackson Kinder im kanadischen Busch. In: Wie groß ist die Welt und wie still ist es hier. Geschichten ums Waldhaus in Sils Maria, weissbooks.w 2014, ISBN 9783863370312.[10]
- Bermuda Dreieck. In: Kulturtipp, 2015.[11]
- Über Anpassung. In: Heidi, viceversa literatur 10, Rotpunkt, Zürich 2016, ISBN 978-3-85869-685-4.

### Theaterstücke
- 1408 – S' bluetig Pfand. Historisches Festspiel, Auftragswerk der Gemeinde Grüningen anlässlich der 600-Jahr-Feier, 2008.
- Mattemärli. Kinderstück, Auftragswerk des Stadttheaters Bern, 2008.
- Zack und Zoé. Jugendstück, Auftragswerk der Bildungs- und Kulturdirektion des Kantons Uri, 2009.[12]

- Uruguay. Jugendstück, Auftragswerk des Jugendclubs MoMoll, Schaffhausen, 2010.[13]
- Der Pfarrer und der Kapitän. Auftragswerk des Landschaftstheaters Ballenberg, 2012.
- Bleu électrique. Im Kollektiv mit Theater Amalgam, Maxim Theater, 2017.[14]

- Takis Savvas hat sich nicht abgemeldet. Im Kollektiv mit Theater Amalgam, sogar theater Zürich, 2020.[15]
- Die Legende von Amine und Amanda. Auftragswerk sogar theater Zürich, 2021.[16]

### Libretti
- Leinen aus Smyrna. Libretto für Edward Rushton, Gewinner Wettbewerb teatro minimo  (Opernhaus Zürich / Bayerische Staatsoper), 2001.

- Birds. Barks. Bones. Trojan Trilogy. Libretto für Edward Rushton, Auftragswerk der Opera Group London. Uraufführung: Juli 2004.
- Harley. Opernlibretto für Edward Rushton, Auftragswerk für Opernhaus Zürich. Uraufführung: Opernhaus Zürich, November 2005.[17]

- The Shops. Libretto für Edward Rushton, Auftragswerk der Opera Group, London und der Bregenzer Festspiele, Uraufführung: Juli 2007.
- Die Fromme Helene. Libretto für Edward Rushton, Auftragswerk der Staatsoper Hannover. Uraufführung: Februar 2007.[18]

- Im Schatten des Maulbeerbaums. Kinderoper, Libretto für Edward Rushton, Auftragswerk des Opernhauses Zürich, Uraufführung: Januar 2008.[19]
- Bachelorette. Einakter aus der Oper The apartment, Libretto für Edward Rushton, Uraufführung: Theater Stok, 2017.
- Das Drachencamping. Konzept und Ausarbeitung des Librettos, Vermittlungsprojekt Musikkollegium Winterthur, 2017.

### Hörspiele
- Die Katze. Hörspiel. Schreckmümpfeli, Radio SRF 1, 2018.
- Kling, Glöckchen. Hörspiel. Schreckmümpfeli, Radio SRF 1, 2018.

## Filmografie (Auswahl)

### Spielfilme
- 1994: Vater, lieber Vater
- 2020: Jagdzeit
- 2020: Volevo Nascondermi (Hidden away)
- 2021: Soul of a Beast

### Kurzfilme
- 2023: Njerëzit
- 2021: SAM
- 2005: Songs of Hope
- 2003: Belmondo
- 2001: Looking for Rita

## Theaterrollen (Auswahl)
- 1994 bis 2004: Feste Engagements und Gastrollen, unter anderem bei Städtische Bühnen Münster, Stadttheater Konstanz, Schauspielhaus Zürich, Theater Basel, Theater Kanton Zürich
- 2005: Deacon Blues, pulp.noir, Zürich, Regie: Julia Morf[20]
- 2006: Lampefieber, Popmusical von Schtärneföifi, Regie: Ueli Bichsel

- 2007 bis 2011: Hedda Gabler. Gastrolle im Stadttheater Bern, Regie: Erich Sidler, Antje Thoms[21]
- 2013: Piazza Mezzomondo, Projekt von Diego Roveroni[22]

- 2017: Bleu électrique, Theater Amalgam, Zürich, Regie: Claudio Schenardi
- 2018: Shubunkin, der Fisch im Mond, Gubcompany/Smeets & Wiersma
- 2019: Alles in allem. Eine Theaterreise, Gesamtleitung: Peter Brunner
- 2020: Takis Savvas hat sich nicht abgemeldet, sogar Theater Zürich

## Auszeichnungen
- 2005 British Composer Award mit Birds. Barks. Bones. Komposition: Edward Rushton
- 2016 Weiterschreiben, Stipendium der Stadt Bern
- 2016 Halbes Werkjahr der Stadt Zürich[23]
- 2016 Shortlist Rauriser Literaturpreis[24]
- 2016 Literaturpreis des Kantons Bern
- 2021 Werkjahr der Stadt Zürich[25]